# Gmina Sokółka
Die Gmina Sokółka ist eine Stadt-und-Land-Gemeinde im Powiat Sokółka der Woiwodschaft Podlachien in Polen. Ihr Sitz ist die gleichnamige Stadt (litauisch Sokulka; belarussisch Сакулка Sakulka) mit etwa 18.500 Einwohnern.

## Gliederung
Zur Stadt-und-Land-Gemeinde Sokółka gehören neben der namensgebenden Stadt folgende 54 Ortschaften mit einem Schulzenamt:
Bachmatówka
Bilwinki
Bobrowniki
Bogusze
Bohoniki
Drahle
Dworzysk
Geniusze
Gilbowszczyzna
Gliniszcze Małe
Gliniszcze Wielkie
Hałe
Igryły
Jałówka
Janowszczyzna
Jelenia Góra
Kantorówka
Kraśniany
Kundzicze
Kundzin
Kurowszczyzna
Lebiedzin
Lipina
Malawicze Dolne
Malawicze Górne
Miejskie Nowiny
Nomiki
Nowa Kamionka
Nowa Rozedranka
Orłowicze
Pawełki
Planteczka
Plebanowice
Podkamionka
Polanki
Poniatowicze
Puciłki
Sierbowce
Słojniki
Smolanka
Sokolany
Stara Kamionka
Stara Moczalnia
Stara Rozedranka
Stary Szor
Straż
Szyndziel
Szyszki
Wierzchjedlina
Wojnachy
Woroniany
Wysokie Laski
Zadworzany
Zaśpicze
Zawistowszczyzna
Żuki
Weitere Orte der Gemeinde sind:
Boguszowski Wygon
Dąbrówka
Gnidzin
Halańskie Ogrodniki
Karcze
Kundzin Kościelny
Kuryły
Lipowa Góra
Maślanka
Mićkowa Hać
Nowa Moczalnia
Nowinka
Ostrówek
Pawłowszczyzna
Podjałówka
Podjanowszczyzna
Podkantorówka
Pogibło
Starzynka
Stodolne
Ściebielec
Tartak
Tatarszczyzna
Wierzchłowce
Wilcza Jama
Wroczyńszczyzna
Zamczysk
Zaścianki k. Kurowszczyzny
Zaścianki k. Bogusz
Zaścianki k. Kurowszczyzny

## Städtepartnerschaften
- Rochlitz, Deutschland
- Šalčininkai, Litauen